# Lake Royale (Carolina del Norte)
Lake Royale es un lugar designado por el censo ubicado en el condado de Franklin en el estado estadounidense de Carolina del Norte. La localidad en el año 2010, tenía una población de 2.506 habitantes.

## Geografía
Lake Royale se encuentra ubicado en las coordenadas 35°57′50.2″N 78°11′30.23″O / 35.963944, -78.1917306.